# Транспорт Туреччини
Транспорт Туреччини представлений автомобільним , залізничним , повітряним , водним (морським і річковим)  і трубопровідним , у населених пунктах  та у міжміському сполученні діє громадський транспорт пасажирських перевезень. Площа країни дорівнює 783 562 км² (37-ме місце у світі). Форма території країни — витягнута широтно; максимальна дистанція з півночі на південь — 1600 км, зі сходу на захід — 550 км. Географічне положення Туреччини дозволяє країні контролювати транспортні шляхи між Європою, Близьким Сходом і Північною Африкою; між акваторіями Чорного, Середземного і Каспійського морів.

## Автомобільний
Загальна довжина автошляхів у Туреччині, станом на 2012 рік, дорівнює 385 754 км, з яких 352 268 км із твердим покриттям (2 127 км швидкісних автомагістралей) і 33 486 км без нього (18-те місце у світі).

## Залізничний
Загальна довжина залізничних колій країни, станом на 2014 рік, становила 12 008 км (20-те місце у світі), з яких 12 008 км стандартної 1435-мм колії (3 216 км електрифіковано).

## Повітряний
У країні, станом на 2013 рік, діє 98 аеропортів (58-ме місце у світі), з них 91 із твердим покриттям злітно-посадкових смуг і 7 із ґрунтовим. Аеропорти країни за довжиною злітно-посадкових смуг розподіляються так (у дужках окремо кількість без твердого покриття):
- довші за 10 тис. футів (>3047 м) — 16 (0);
- від 10 тис. до 8 тис. футів (3047-2438 м) — 38 (0);
- від 8 тис. до 5 тис. футів (2437—1524 м) — 17 (1);
- від 5 тис. до 3 тис. футів (1523—914 м) — 16 (4);
- коротші за 3 тис. футів (<914 м) — 4 (2)[1].

У країні, станом на 2015 рік, зареєстровано 15 авіапідприємств, які оперують 531 повітряним судном. За 2015 рік загальний пасажирообіг на внутрішніх і міжнародних рейсах становив 96,6 млн осіб. За 2015 рік повітряним транспортом було перевезено 2,9 млрд тонно-кілометрів вантажів (без врахування багажу пасажирів).
У країні, станом на 2013 рік, споруджено і діє 20 гелікоптерних майданчиків.
Туреччина є членом Міжнародної організації цивільної авіації (ICAO). Згідно зі статтею 20 Чиказької конвенції про міжнародну цивільну авіацію 1944 року, Міжнародна організація цивільної авіації для повітряних суден країни, станом на 2016 рік, закріпила реєстраційний префікс — TC, заснований на радіопозивних, виділених Міжнародним союзом електрозв'язку (ITU). Аеропорти Туреччини мають літерний код ІКАО, що починається з — LT.

## Водний

### Морський
Головні морські порти країни: Аліага, Амбарлі, Діліскелесі, Ереглі, Ізмір, Ізміт, Мерсін, Лімані, Ярімка. Річний вантажообіг контейнерних терміналів (дані за 2011 рік): Амбарлі — 2,12 млн, Мерсін — 1,17 млн контейнерів (TEU). СПГ-термінали для імпорту скрапленого природного газу діють в портах: Аліага, Мармара Ереглісі.
Морський торговий флот країни, станом на 2010 рік, складався з 629 морських суден з тоннажем понад 1 тис. реєстрових тонн (GRT) кожне (18-те місце у світі), з яких: балкерів — 102, суховантажів — 281, танкерів для хімічної продукції — 80, контейнеровозів — 42, газовозів — 6, пасажирських суден — 2, вантажно-пасажирських суден — 60, нафтових танкерів — 25, рефрижераторів — 1, ролкерів — 29, спеціалізованих танкерів — 1.
Станом на 2010 рік, кількість морських торгових суден, що ходять під прапором країни, але є власністю інших держав — 1 (Італії); зареєстровані під прапорами інших країн — 645 (Албанії — 1, Антигуа і Барбуди — 7, Азербайджану — 1, Багамських Островів — 3, Барбадосу — 1, Белізу — 16, Бразилії — 1, Камбоджі — 15, Коморських Островів — 8, Островів Кука — 4, Кюрасао — 5, Кіпру — 1, Домініки — 1, Грузії — 14, Італії — 4, Казахстану — 1, Ліберії — 16, Мальти — 233, Маршаллових Островів — 70, Молдови — 18, Панами — 62, Російської Федерації — 101, Сент-Кіттсу і Невісу — 18, Сент-Вінсенту і Гренадин — 13, Сьєрра-Леоне — 9, Словаччини — 1, Танзанії — 13, Того — 4, Тувалу — 1, невстановленої приналежності — 3).

### Річковий
Загальна довжина судноплавних ділянок річок і водних шляхів, доступних для суден з дедвейтом більше за 500 тонн, 2010 року становила 1 200 км (59-те місце у світі).

## Трубопровідний
Загальна довжина газогонів у Туреччині, станом на 2013 рік, становила 12 603 км; нафтогонів — 3 038 км.

## Державне управління
Держава здійснює управління транспортною інфраструктурою країни через міністерство транспорту, морських справ і зв'язку. Станом на 8 листопада 2016 року міністерство в уряді Біналі Йилдирима очолював Ахмет Арслан.

### Українською
- Атлас. 10-11 клас. Економічна і соціальна географія світу / упорядники :  О. Я. Скуратович, Н. І. Чанцева. — К. : ДНВП «Картографія», 2010. — ISBN 978-966-475-639-3.
- Атлас світу / голов. ред. І. С. Руденко ; зав. ред. В. В. Радченко ; відп. ред. О. В. Вакуленко. — К. : ДНВП «Картографія», 2005. — 336 с. — ISBN 9666315467.
- Безуглий В. В. Економічна і соціальна географія зарубіжних країн : Навчальний посібник. — К. : ВЦ «Академія», 2007. — 704 с. — ISBN 978-966-580-239-6.
- Безуглий В. В., Козинець С. В. Регіональна економічна і соціальна географія світу : Навчальний посібник. — видання 2-ге, доп., перероб. — К. : ВЦ «Академія», 2007. — 688 с. — ISBN 966-580-144-9.
- Головченко В., Кравчук О. Країнознавство: Азія, Африка, Латинська Америка, Австралія і Океанія. — К., 2006. — 335 с. — ISBN 966-8939-04-2.
- Дахно І. І. Країни світу: Енциклопедичний довідник / І. І. Дахно, С. М. Тимофієв. — К. : Мапа, 2011. — 606 с. — (Бібліотека нового українця) — ISBN 978-966-8804-23-6.
- Дахно І. І. Економічна географія зарубіжних країн : навчальний посібник. — К. : Центр учбової літератури, 2014. — 319 с. — ISBN 978-611-01-0682-5.
- Дорошенко В. І. Географія транспорту : Навчальний посібник / В. І. Дорошенко, К. Д. Діденко. — К. : Київський нац. ун-т ім. Т. Шевченка, 2010. — 183 с. — ISBN 978-966-439-329-1.
- Дубович І. А. Країнознавчий словник-довідник. — 5-те вид., перероб. і доп. — К. : Знання, 2008. — 839 с. — ISBN 978-966-346-330-8.
- Економічна і соціальна географія країн світу : Навчальний посібник / За ред. С. П. Кузика. — Л. : Світ, 2002. — 672 с. — ISBN 966-603-178-7.
- Зарубіжна транспортна географія : навчальний посібник / уклад. : Петрашевський О. Л. и др. — К. : Національний транспортний університет, 2015. — 95 с. — ISBN 978-966-632-227-5.
- Ігнатьєв П. М. Країнознавство: Країни Азії. — Ч. : Книги-ХХІ, 2004. — 383 с. — ISBN 966-8029-53-4.
- Книш М. М., Мамчур О. І. Регіональна економічна і соціальна географія світу (Латинська Америка та Карибські країни, Африка, Азія, Океанія) : навч. посіб. — Л. : ЛНУ ім. Івана Франка, 2013. — 368 с. — ISBN 978-617-10-0007-0.
- Юрківський В. М. Регіональна економічна і соціальна географія. Зарубіжні країни : Підручник. — К. : Либідь, 2001. — 416 с. — ISBN 966-06-0092-5.

### Англійською
- (англ.) Modern Transport Geography / Hoyle, B. and R. Knowles (eds). — Second Edition,. — London : Wiley, 1998.
- (англ.) Rodrigue, J-P. The Geography of Transport Systems. — Fourth Edition. — N. Y. : Routledge, 2017. — 440 с. — ISBN 978-1138669574.
- (англ.) Taaffe E. J., Gauthier H. L. and O'Kelly M. E. Geography of transportation. — Second Edition. — N. Y. : Prentice Hall, 1996. — ISBN 0-13-368572-1.
- (англ.) Black, W. Transportation: A Geographical Analysis. — N. Y. : Guilford, 2003.

### Російською
- (рос.) Максаковский В. П. Географическая картина мира. Книга I: Общая характеристика мира. — М. : Дрофа, 2008. — 495 с. — ISBN 978-5-358-05275-8.
- (рос.) Максаковский В. П. Географическая картина мира. Книга II: Региональная характеристика мира. — М. : Дрофа, 2009. — 480 с. — ISBN 978-5-358-06280-1.
- (рос.) Физико-географический атлас мира. — М. : Академия наук СССР и главное управление геодезии и картографии ГГК СССР, 1964. — 298 с.
- (рос.) Шаповал Н. С. Транспортная география и транспортные системы мира : учебное пособие. — К. : Центр учбової літератури, 2006. — 188 с. — ISBN 000-0000-00-4.
- (рос.) Экономическая, социальная и политическая география мира. Регионы и страны / под ред. С. Б. Лаврова, Н. В. Каледина. — М. : Гардарики, 2002. — 928 с. — ISBN 5-8297-0039-5.
- (рос.) Энциклопедия стран мира / глав. ред. Н. А. Симония. — М. : НПО «Экономика» РАН, отделение общественных наук, 2004. — 1319 с. — ISBN 5-282-02318-0.